# اعظم‌الدوله زنگنه
محمدحسین‌خان زنگنه ملقب به اعظم‌الدوله از سران عشایر و حکمرانان کرمانشاه در دوران مشروطه و نقش‌آفرینان حوادث این منطقه در آن دوران بود.
پدرش محمدرضاخان ظهیرالملک زنگنه در سال ۱۲۸۷ خورشیدی حاکم کرمانشاه شد اما چون پیر و فرتوت بود، پسر ارشدش محمدحسین خان را نایب‌الحکومه کرد و حکومت را عملاً به او سپرد. 
رفتار مستبدانه و سختگیرانه اعظم‌الدوله و اعمالی همچون سربریدن افراد و گذاشتن‌شان جلوی توپ باعث چاپ گزارش‌هایی در مطبوعات داخل و خارج ایران علیه او شد. سید حسن تقی‌زاده در مجلس شورای ملی با استناد به گزارش روزنامۀ حقوق اعظم‌الدوله را متهم به وحشیگری کرد و گفت او «در روز روشن کاری کرده که در هیچ زمان توحشی چنین عملی از هیچ وحشی بروز نکرده‌است. در یکی از روزنامه‌های روس شرحی از تعدیات و ظلم‌های او را نوشته و ترجمه هم شده‌است. اعظم‌الدوله یک نفر حسن‌نام پسر کماج‌فروشی را در روز روشن آورده با حالت او را کشته در صورتی که مادرش از عقب او آمده و چون پسر خود را کشته دید روی نعش او افتاده و از خون او آشامیده دیوانه شده در کوچه‌ها افتاده. او اشخاص دیگری را هم که کشته‌است عکس آنها را هم حاضر دارم. خوب است که این حاکم را بخواهند که کفایت او زیاده از حد است بعد از تحقیق چنین شخص ظالمی را به مجازات برسانند تا معلوم شود که دورۀ توحش نیست و عصر تمدن و عدالت است».
نظام السلطنه مافی نخست‌وزیر در پاسخ گفت: «آن روز اولی هم که راپورت داده‌اند که آقا رحیم را دهن توپ گذاشته. حال نمی‌دانم رئیس تلگرافخانه آنجا هم عمداً یا سهواً راپورت نداده. از خارج که شنیدم تلگراف کردم که هیچ‌کس این کار را نکرده‌است که تو کرده‌ای و البته باید مجازات شوی و همین‌طور به رئیس تلگراف‌خانه هم تلگراف کردم که چرا این مسئله را راپورت نداده و هنوز جواب آن نیامده و به حاکم جدید هم سپرده‌ام که او را تحت‌الحفظ روانۀ طهران نماید که در دیوانخانۀ عدلیه استنطاق شده و به مجازات برسد و حالا هم اقدام خواهد شد».
بازداشت و محاکمۀ اعظم‌الدوله امکانپذیر نشد و او به یاغی‌گری ادامه داد، اما پدرش از حکومت کرمانشاه عزل شد. تا اینکه پس از برکناری محمدعلی شاه و روی کارآمدن دوبارۀ حکومت مشروطه، رضاقلی‌خان نظام‌السلطنۀ مافی حاکم کرمانشاه شد و در اسفند ۱۲۸۸ به وزارت داخله تلگراف کرد که اعظم‌الدوله را با آن که قریب هزار و دویست سواره و پیاده دور خود جمع کرده بود در بیستون دستگیر کرده و به تهران فرستاده‌است. با این حال از محاکمۀ اعظم‌الدوله خبری نداشت و سلیمان‌میرزا اسکندری در ۲۲ فروردین ۱۲۸۹ با طرح سؤال از وزارت داخله علت آن را جویا شد و در مجلس گفت: «از اعظم‌الدوله کارهایی صادر شده که اسباب وحشت قلوب است. به‌طوری که روح هر انسانی متنفر خواهد شد، چه خون‌ها ریخته، شخصی را با سمبه و تفنگ کشته و جوانی را جلوی مادرش به جرم سی شاهی سر بریده و قریب شانزده نفر را به قتل رسانده‌است». 
قوام السلطنه معاون وزیر داخله در پاسخ گفت هیئت وزراء صلاح ندیده اعظم‌الدوله محاکمه شود چون می‌خواهند اول محاسبات دیوانی خود را بپردازد. سلیمان‌میرزا گفت اگر بخواهند خساراتی که اعظم‌الدوله به دولت و ملت وارد کرده، بگیرند تمام دارایی او را بگیرند باز کم دارند، او چند مرتبه یهودی‌ها و بازارها و دهات و اطراف کرمانشاه را غارت کرده‌است.
اعظم‌الدوله نه تنها از چنگال عدالت گریخت بلکه کمتر از دو سال بعد در آذر ۱۲۹۰ خورشیدی (ذیحجه ۱۳۲۹ هجری قمری) حکمران کرمانشاه شد. او در شب یکشنبه یازدهم ذیحجه از راه کردستان وارد شهر شد. اما فرخ‌خان ایلخانی به سبب اختلاف خط مشی سیاسی با اعظم‌الدوله و اظهار وفاداری به سالارالدوله برادر محمدعلی شاه که علیه حکومت مرکزی شورش کرده بود، حاضر به تحویل امور حکومتی نبود. بنابر گزارشی که میرزا عبدالله خان وزیری در آن زمان به مشروطه‌خواهان کرمانشاهی مقیم تهران فرستاد: «غروب سه شنبه سیزدهم رستم‌بیگ از منزل اعظم‌الدوله بیرون آمد که به خانۀ خودش برود، در میدان توپخانه محمدعلی گنل با جمعی از اشرار به طرف او شلیک کردند. یک نفر از نوکرهای رستم‌بیگ کشته و دو نفر عموزاده‌های محمدعلی به دست پسر رستم‌بیگ زخمی شدند. صبح چهارشنبه چهاردهم، اعظم‌الدوله بزرگان شهر را به منزل خودش دعوت کرد، با حضور نمایندگان قنسول‌ها و نمایندۀ کسبه پیغام به فرخ‌خان دادند که دست از مخالفت با دولت بردارد و برادروار دست به هم داده، شهر و طرق و شوارع را امنیت بدهند، که هرگاه سالارالدوله خیال آمدن به شهر داشته باشد از او جلوگیری شود. کاغذی هم به قونسول‌ها نوشت که مفاد آن این است: من که اعظم‌الدوله هستم از طرف دولت مأمور حفظ شهر و امنیت طرق و شوارع شده‌ام و ابداً نزاع شخصی با کسی ندارم».
بعد از ظهر چهارشنبه، برحسب امر فرخ‌خان، پشت بام دیوان‌خانه و کاخ و ساعت مسجد عمادالدوله و جاهای دیگر را سوارهای خالصه و بستگان فرخ‌خان و سالارهمایون و سالارمؤید و شهاب‌السلطان و علی‌آقا خشم‌مال و محمدعلی گنل سنگربندی کردند، از سه ساعت به غروب، شلیک توپ و تفنگ به طرف خانۀ اعظم‌الدوله شد تا دو ساعت از شب گذشته. صبح پنجشنبه باز شروع به دعوا شد. قریب بیست نفر تا آن روز کشته شدند. ظهر پنجشنبه در موقعی که گلوله از اطراف مثل تگرگ می‌بارید برحسب امر فرخ‌خان، از سنگرها نقاره‌خانه را به گلوله گرفتند. گویا یک نفر از عملۀ نقاره‌خانه مقتول شد و ساکت شدند. روز جمعه حسن معینی (معاون الملک) قورخانه را غارت کرد، سایر اشرار هم تلگرافخانه را غارت کردند. تا شب پنجشنبه ۲۲ ذیحجه نایرۀ جنگ اشتعال داشت. قنبرسلطان کندوله‌ای تمام راه‌ها را به اعظم‌الدوله سد کرد، اعظم‌الدوله ناچار شد صبح پنجشنبه به قونسولخانه پناهنده شود. صبح جمعه ۲۳ ذیحجه سالارالدوله وارد کرمانشاه شد. شب شنبه فرخ‌خان دار فانی را وداع گفت و حکومت به سالار همایون واگذار شد. سالارالدوله هر قدر خواست که متحصنین از قنسول‌خانه خارج شوند که آن‌ها را تلف کند، بیرون نیامدند. پس سوارهای حسن معاون‌الملک را مأمور خرابی املاک حضرات متحصنین کرد و املاک دینور اعظم‌الدوله و املاک رستم‌بیگ و ابوالحسن‌خان را همگی خراب کردند و آنچه غله و شلتوک و توتون در این مزارع بود، همه را به غارت بردند.
عبدالحمید زنگنه وزیر فرهنگ کابینه حاجیعلی رزم‌آرا که در ۲۸ اسفند ۱۳۲۹ هدف گلوله قرار گرفت و پنج روز بعد درگذشت، فرزند اعظم‌الدوله بود.

## تبارنامه
محمدحسین‌خان زنگنه پسر مرحوم حاج محمدرضاخان ظهيرالملک امیرتومان، پسر محمدزمان‌خان پسر علیرضابیگ، پسر امام‌قلی بیگ، پسر حاجعلی‌خان زنگنه (علی‌خان‌بیگ بیگلربیگی) 